# Hyphydrus schoedli
Hyphydrus schoedli är en skalbaggsart som beskrevs av Wewalka och Olof Biström 1993. Hyphydrus schoedli ingår i släktet Hyphydrus och familjen dykare. Inga underarter finns listade i Catalogue of Life.